# Теорія оптимального фуражування
Класична біологічна теорія оптимального фуражування, незалежно розроблена в 1966 році Робертом МакАртуром і Еріком Піанкою (англ. Eric Pianka) — стверджує, що вибір їжі тваринами залежить від наступних чинників: часу на пошук їжі і часу на обробку їжі. Теорія постулювала, що тварина прагне максимізувати швидкість споживання енергії Е, яку вона отримує з їжі:
{\displaystyle V={\frac {E}{t_{1}+t_{2}}}\to max}, де
E — кількість енергії виду здобичі
t1 — час пошуку здобичі
t2 — час обробки здобичі.
В цілому, поведінка тварин розвиватиметься у напрямі вибору тієї стратегії, яка забезпечить найвищу швидкість споживання енергії V. Якщо тварина витратить більше енергії на пошук і обробку нового виду здобичі, то вона обмежить різноманітність живлення (звузить діапазон дієти) Так, при {\displaystyle t_{1}>t_{2}} тварина стає універсалом, а при {\displaystyle t_{1}<t_{2}} вибір здобичі буде вузько спеціалізованим.

## Ресурси Інтернету
- Теорія оптимального фуражування [Архівовано 4 березня 2016 у Wayback Machine.]